# Sublimis Deus
Sublimis Deus (en español, Dios sublime, conocida también como Veritas ipsa),  fue una bula promulgada por el papa Pablo III el 2 de junio de 1537. En ella el papa establecía el derecho a la libertad de los indígenas de las Indias, la prohibición de someterlos a esclavitud y la conveniencia de predicar entre ellos la doctrina cristiana. Esta bula sirvió para apoyar la lucha de los misioneros en defensa de los derechos humanos de los indígenas.

## Origen y contenido de la bula

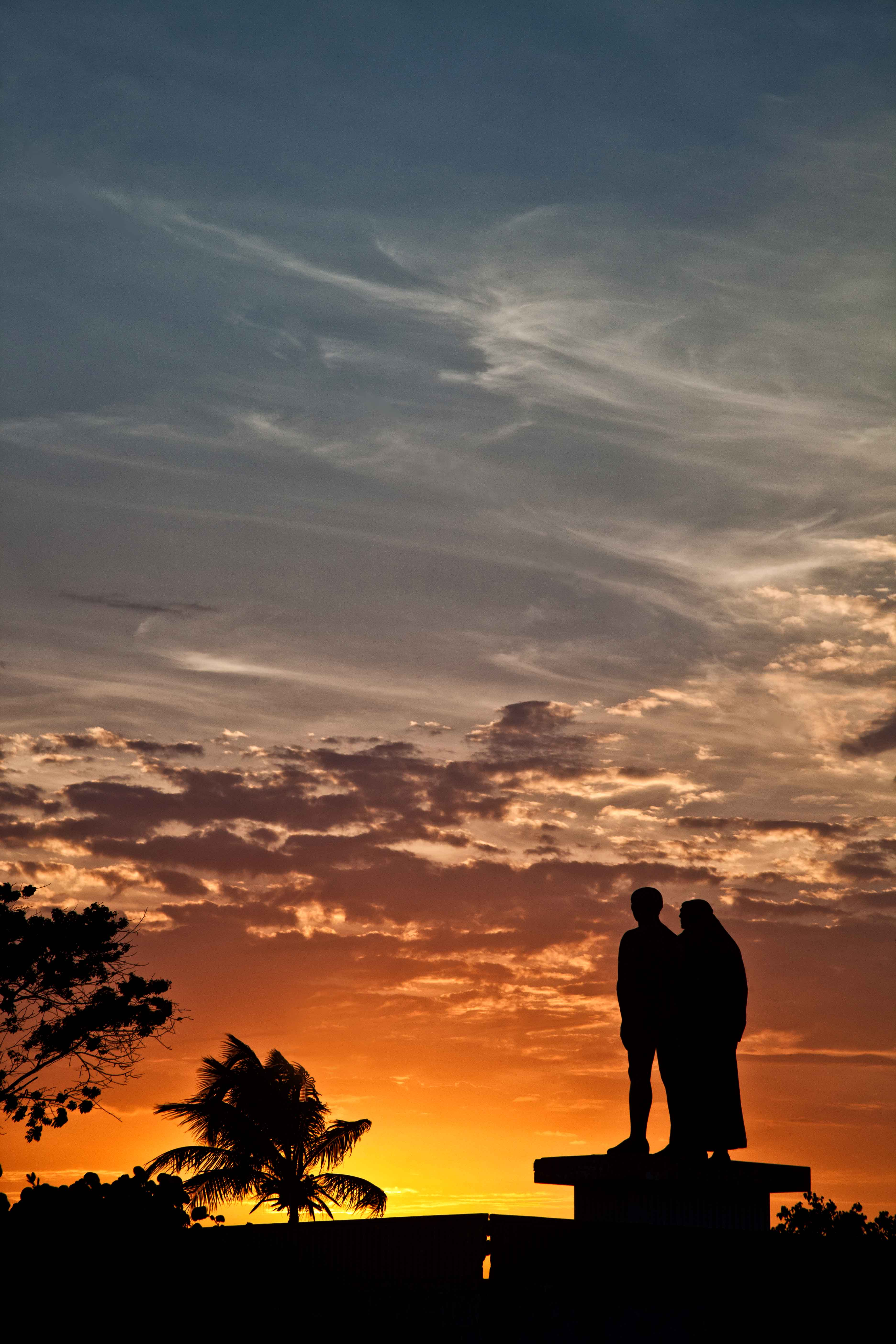
El Monje y el Indio, escultura de Hugo Daini

A finales de 1536 o comienzos de 1537, el obispo de Tlaxcala, Nueva España, actual México, el dominico fray Julián Garcés, escribió una carta a Pablo III, en ella razonaba que los españoles, antes de conocer a Cristo, también eran paganos; la misma situación que en ese momento tenían los indios, y por el hecho de no conocer la fe de Jesucristo, no merecían recibir un trato discriminatorio; simplemente debían recibir instrucción cristiana. Al parecer también los testimonios de los dominicos Bernardino de Minaya y Domingo de Betanzos, influyeron en dicha carta.
Por otra parte, en 1537 Paulo III, dirige al cardenal de Toledo una carta, en forma de breve pontificio, en que dice: habiendo conocido la prohibición del Rey Católico; prohibiendo que se reduzcan a esclavitud a los indios occidentales, expone cómo ha de respetarse la libertad de estos hombres, y manda al cardenal, prohíba por excomunión reservada al papa, a quien reduzca a esclavitud a alguno de los indios.

## Contenido de la bula
El Papa proclama su bula en esta línea el 2 de junio de 1537.

Nos pues, que aunque indignos hacemos en la tierra las veces de Nuestro Señor, y que con todo el esfuerzo procuramos llevar a su redil las ovejas de su grey que nos han sido encomendadas y que están fuera de su rebaño, prestando atención a los mismos indios que como verdaderos hombres que son, no sólo son capaces de recibir la fe cristiana, sino que según se nos ha informado corren con prontitud hacia la misma; y queriendo proveer sobre esto con remedios oportunos, haciendo uso de la Autoridad apostólica, determinamos y declaramos por las presentes letras que dichos Indios, y todas las gentes que en el futuro llegasen al conocimiento de los cristianos, aunque vivan fuera de la fe cristiana, pueden usar, poseer y gozar libre y lícitamente de su libertad y del dominio de sus propiedades, que no deben ser reducidos a servidumbre y que todo lo que se hubiese hecho de otro modo es nulo y sin valor, [asimismo declaramos] que dichos indios y demás gentes deben ser invitados a abrazar la fe de Cristo a través de la predicación de la Palabra de Dios y con el ejemplo de una vida buena, no obstando nada en contrario.

## Otros documentos pontificios
Esta condena de la esclavitud ha sido recordada numerosas veces por los papas; atendieron, en cada ocasión, a las circunstancias que concurrían en ese momento. Así los papas Gregorio XIV (Cum sicuti, 1591), Urbano VIII (Commissum Nobis, 1639), Benedicto XIV (Immensa pastorum, 1741) y Gregorio XVI (In supremo, 1839) repetirán la prohibición de reducir a los indígenas a la esclavitud.

## Incipit de la bula
La bula se introduce con un primer párrafo que destaca el amor de Dios por la raza humana

El Dios sublime amó tanto la raza humana, que creó al hombre de tal manera que pudiera participar, no solamente del bien de que gozan otras criaturas, sino que lo dotó de la capacidad de alcanzar al Dios Supremo, invisible e inaccesible, y mirarlo cara a cara.

Tras desarrollar esta idea se refiere al mandato de Jesucristo, que es la verdad misma, a predicar el evangelio a todas las gentes; apoyado en este hecho Pablo III declara la libertad de que han de gozar también los que no han conocido aún el evangelio.
En algunas copias de la bula, faltan las primeras frases, de modo que comienza con la expresión "la verdad misma", esto hace que la bula se conoce con dos nombres. Sublimis Deus, y también Ipsa veritas. Por otra parte, la fortuna de esta segunda denominación puede deberse al hecho de que León XIII, en su encíclica In plurimis, se refiere a la Veritas ipsa, de 2 de junio de 1559, como una carta que el papa Pablo III dirige al cardenal de Toledo señalando la interdicción de quienes se opongan a la bula Sublimis Deus., 